# Christoph Höhne
Christoph Höhne (Borsdorf, 12 febbraio 1941) è un ex marciatore tedesco, specializzato nella 50 km.

## Biografia
Ai Giochi della XIX Olimpiade vinse l'oro nei 50 km di marcia ottenendo un tempo migliore dell'ungherese Antal Kiss (medaglia d'argento) e dello statunitense Larry Young.

## Palmarès
| Anno | Manifestazione  | Sede              | Evento          | Risultato | Prestazione | Note |
| ---- | --------------- | ----------------- | --------------- | --------- | ----------- | ---- |
| 1968 | Giochi olimpici | Città del Messico | 50 km di marcia | Oro       |             |      |
| 1969 | Europei         | Atene             | 50 km di marcia | Oro       |             |      |
| 1971 | Europei         | Helsinki          | 50 km di marcia | Argento   |             |      |
| 1974 | Europei         | Roma              | 50 km di marcia | Oro       |             |      |

## Altre competizioni internazionali
1965
- Oro in Coppa del mondo di marcia ( Pescara), marcia 50 km

1967
- Oro in Coppa del mondo di marcia ( Bad Saarow), marcia 50 km

1970
- Oro in Coppa del mondo di marcia ( Eschborn), marcia 50 km

1973
- Bronzo in Coppa del mondo di marcia ( Lugano), marcia 50 km